# Conjuntos separados
En topología y ramas relacionadas de las matemáticas, los conjuntos separados son pares de subconjuntos de un espacio topológico dado que están relacionados entre sí de cierta manera: que en cierto modo no se solopan ni se tocan. En la noción de cuándo dos conjuntos están separados o no e importante la noción de espacios conexos (y sus componentes conexas) así como los axiomas de separación para espacios topológicos.
Los conjuntos separados no se deben confundir con los espacios separados, que están en cierta manera relacionados pero son un concepto diferente. De la misma forma, los espacios separables son un concepto topológico completamente diferente.

## Definiciones
Existen varias formas en las que se puede considerar que dos subconjuntos de un espacio topológico X están separados.
- A y B son disjuntos si su intersección es el conjunto vacío. Esta propiedad no tiene nada que ver con la topología como tal, sino con la teoría de conjuntos; se incluye aquí ya que es la más débil en la secuencia de nociones de separación.
- A y B son separados en X si cada uno es disjunto de la clausura del otro. Las clausuras en sí no tienen por qué ser disjuntas entre sí; por ejemplo, los intervalos [0,1) y (1,2] son separados en la recta real R, aunque el punto 1 pertenece a ambas clausuras. De forma más general en cualquier espacio métrico, dos bolas abiertas Br(x1) = {y:d(x1,y)<r} y   Bs(x2) = {y:d(x2,y)<s} son separadas siempre que d(x1,x2) ≥ r+s. Nótese dos conjuntos separados cualesquiera automáticamente han de ser disjuntos.
- A y B son separados por entornos si existen entornos U de A y V de B tales que U y V son disjuntos. En ocasiones se define con el requerimiento de que U y V sean entornos abiertos, lo que no cambia el concepto. Para el ejemplo A = [0,1) y B = (1,2], se puede tomar U = (-1,1) y V = (1,3). Nótese que si dos conjuntos cualesquiera están separados por entornos, entonces necesariamente son separados. Si A y B son abiertos y disjuntos, entonces han de ser separados por entornos, simplemente tomando U := A y V := B. Por este motivo, el concepto de separación se suele usar con conjuntos cerrados (como en el axioma de separación normal).
- A y B son separados por entornos cerrados si existe un entorno cerrado U de A y un entorno cerrado V de B tales que U y V son disjuntos. En el ejemplo anterior, [0,1) y (1,2], no son separados por entornos disjuntos. Se puede convertir a U o V en cerrado añadiéndole el punto 1, pero no se pueden hacer los dos cerrados manteniéndolos disjuntos. Nótese que si dos conjuntos cualesquiera son separados por entornos cerrados, entonces son separados por entornos.
- A y B son separados por una función si existe una función continua f del espacio X en la recta real R tal que f(A) = {0} y f(B) = {1}. En ocasiones se usa que la función vaya en el intervalo unidad [0,1] en lugar de en R, lo cual no cambia la definición. En el ejemplo, [0,1) y (1,2] no están separados por una función, ya que existe ninguna forma de definir de forma continua f en el punto 1. Nótese que si dos conjuntos cualesquiera son separados por una función, entonces son separados por entornos cerrados, tomando los entornos como preimagen de f de la forma U := f−1[-e,e] y V := f−1[1-e,1+e], con e un número real positivo menor que 1/2.
- A y B son separados precisamente por una función si existe una función continua f de X en R tal que f−1(0) = A y f−1(1) = B. Nótese que si dos conjuntos son separados precisamente por una función, entonces son separados por una función. Dado que {0} y {1} son cerrados en R, solo los conjuntos cerrados pueden ser separados precisamente por una función, aunque simplemente porque dos conjuntos sean cerrados y separados por una función no implica que sean automáticamente separados precisamente por una función (incluso por una función diferente).

## Relación con los axiomas de separación y espacios separados
Los axiomas de separación son varias condiciones que en ocasiones se imponen a los espacios topológicos que pueden ser descritos en términos de varios tipos de conjuntos separados. Como ejemplo, definiremos el axioma T2, que es la condición de los espacios separados. En particular, un espacio topológico es separado si, dados dos puntos distintos x e y, los conjuntos unitarios {x} e {y} son separados por entornos.
Los espacios separados se llaman también espacios de Hausdorff o espacios T2.

## Relación con espacios conexos
Dado un espacio topológico X, en ocasiones es útil considerar si es posible que un subconjunto A sea separado de su complemento. Esto es siempre cierto si A es el conjunto vacío o el espacio entero X, pero pueden existir otras posibilidades. Un espacio topológico X es conexo si esas son las dos únicas posibilidades. Recíprocamente, si un subconjunto no vacío A es separado de su complemento, y si el único subconjunto de A que cumpla esta propiedad es el conjunto vacío, entonces se dice que A es una componente conexa de X.

## Relación con los puntos topológicamente distinguibles
Dado un espacio topológico X, dos puntos x e y son topológicamente distinguibles si existe un conjunto abierto tal que uno de los puntos pertenece a él y el otro no. Si x e y son topológicamente distinguibles, entonces los conjuntos unitarios {x} e {y} han de ser disjuntos. Por otro lado, si los conjuntos unitarios {x} e {y} son separados, entonces los puntos x e y han de ser topológicamente distinguibles. Así, para conjuntos unitarios la distinguibilidad topológica es una condición intermedia entre disjuntificación y separación.